# تشارلز مكيلوري
تشارلز مكيلوري (بالإنجليزية: Charles McIlroy)‏ هو لاعب كرة الماء أمريكي، ولد في 1 أغسطس 1938.

## وصلات خارجية
- تشارلز مكيلوري على موقع الاتحاد الدولي للسباحة (الإنجليزية)
- تشارلز مكيلوري على موقع قاعة مشاهير السباحة الأمريكية (الإنجليزية)
- تشارلز مكيلوري على موقع اللجنة الأولمبية الدولية (الإنجليزية)
- تشارلز مكيلوري على موقع أوليمبيديا (الإنجليزية)